# Jean-Charles Taugourdeau

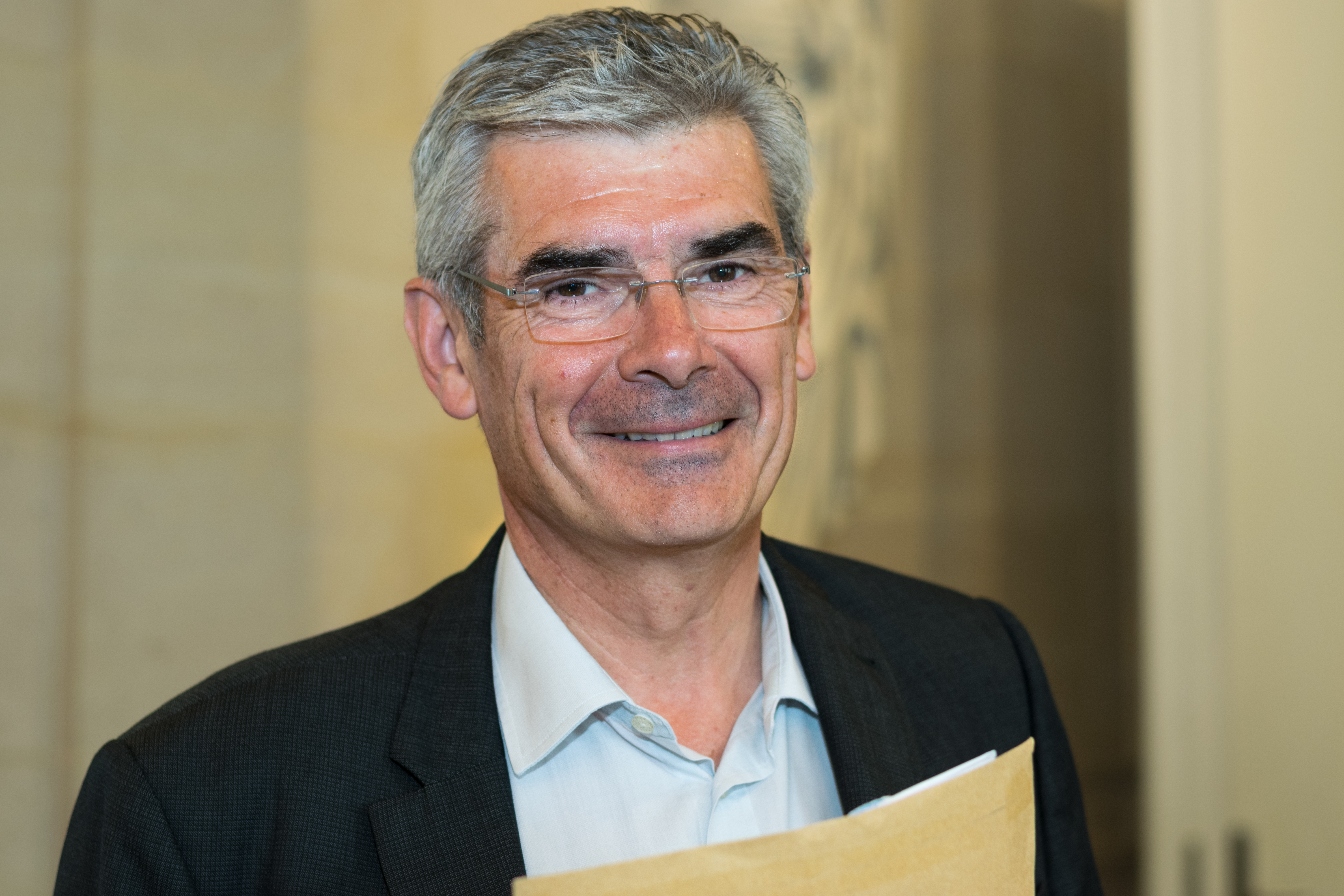
Jean-Charles Taugourdeau 2017

Jean-Charles Taugourdeau (* 17. Juli 1953 in Dreux) ist ein französischer Politiker der Républicains.

## Leben
Sein Vater war der französische Politiker Martial Taugourdeau. Taugourdeau ist als Unternehmer in Beaufort-en-Vallée tätig. Er ist seit 2002 Abgeordneter in der Nationalversammlung. Von Februar 1991 bis Juli 2017 war er Bürgermeister von Beaufort-en-Vallée.
Siehe auch: Liste der Mitglieder der Nationalversammlung der 15. Wahlperiode (Frankreich), Liste der Mitglieder der Nationalversammlung der 14. Wahlperiode (Frankreich), Liste der Mitglieder der Nationalversammlung der 13. Wahlperiode (Frankreich) und Liste der Mitglieder der Nationalversammlung der 12. Wahlperiode (Frankreich)